# Lincoln (album)
Pour les articles homonymes, voir Lincoln.
Albums de They Might Be Giants
They Might Be Giants
(1986) Flood
(1990)
Lincoln est un album Pop/rock alternatif de They Might Be Giants, sorti le 25 septembre 1988. Il s'agit du second album du groupe.

## Chansons
- 1. Ana Ng – 3 min 23 s
- 2. Cowtown – 2 min 20 s
- 3. Lie still, little bottle – 2 min 06 s
- 4. Purple toupee – 2 min 40 s
- 5. Cage & aquarium – 1 min 10 s
- 6. Where your eyes don't go – 3 min 06 s
- 7. Piece of dirt – 2 min 00 s
- 8. Mr. Me – 1 min 52 s
- 9. Pencil rain – 2 min 42 s
- 10. The world's address – 2 min 24 s
- 11. I've got a match – 2 min 36 s
- 12. Santa's beard – 1 min 55 s
- 13. You'll miss me – 1 min 53 s
- 14. They'll need a crane – 2 min 33 s
- 15. Shoehorn with teeth – 1 min 13 s
- 16. Stand on your own head – 1 min 16 s
- 17. Snowball in Hell – 2 min 31 s
- 18. Kiss me, son of God – 1 min 52 s

## Singles
- Ana Ng (1988)
- They'll need a crane (1989)
- Purple toupee (1989)

## Membres
- John Flansburgh : chant, guitare
- John Linnell : chant, clavier, accordéon